# Bajang
Il bajang è un vampiro malaysiano, in genere di sesso maschile, che si presenta sotto forma di gatto. Il bajang è solito assalire i bambini, dato che secondo il mito questo demone proverrebbe dal corpo di un bambino nato morto.
Secondo la tradizione asiatica, può essere schiavizzato e ridotto in un servitore, ed è spesso tramandato all'interno di una famiglia, ma solamente se rinchiuso nel cosiddetto tabong, ossia uno speciale vaso di bambù legato ad alcuni incantesimi; una volta imprigionato, si nutre con uova e si potrà liberare solamente se non provvisto a sufficienza di cibo.